# アジアと日本の平和と安全を守る全国フォーラム
アジアと日本の平和と安全を守る全国フォーラム（アジアとにほんのへいわとあんぜんをまもるぜんこくフォーラム）は、世界平和統一家庭連合（旧統一教会）の関連団体。2011年設立。安保法制の強化を目的とし、とりわけ緊急事態基本法の制定推進に力を入れている。

## 概要・沿革
世界平和統一家庭連合（旧統一教会）の関係者は2011年半ば頃から、「アジアと日本の平和と安全を守る」と銘打った大会を全国で展開。同年、全体をたばねる組織として「アジアと日本の平和と安全を守る全国フォーラム」が設立された。初代会長には元陸上自衛隊西部方面総監で元参議院議員の堀江正夫が就任した。堀江は1977年の参院選に出馬した際、国際勝共連合の全面的な支援を受けて初当選しており、「アジアと日本の平和と安全を守る全国フォーラム」の横田浩一事務総長は、国際勝共連合の理事長と世界平和連合の事務総長を兼任している。
2011年12月1日、国際勝共連合、世界平和連合、平和大使協議会が後援した集会「アジアと日本の平和と安全を守る全国大会」が東京都大田区の区民ホールアプリコで開催。日本統一教会会長の梶栗玄太郎が大会実行委員長を務め、文鮮明の四男の文國進がメインスピーチを行った。参議院議員の中川雅治は自民党政調副会長として壇上から挨拶し、民主党衆議院議員の中山義活も挨拶を行った。
全国各地に設けられた支部は地方議会に対し、緊急事態基本法の制定の意見書採択を求める陳情書を積極的に提出している。陳情書には、元衆議院議員の青山丘、栃木県議会議員の増渕賢一、福井県議会議員の田村康夫、島根県議会議員の細田重雄など、多くの政治家の名がそれぞれ支部の代表者として明記された。大田原市議会、長野市議会、上田市議会、敦賀市議会、松江市議会、浜田市議会、奥出雲町議会などは陳情書を採択した。
2022年9月8日、自民党の茂木敏充幹事長は記者会見で、党に所属する国会議員全体の半数近くにあたる179人が統一協会と接点があったことを明らかにした。また、関係を認めた121人の氏名を公表した。「アジアと日本の平和と安全を守る全国フォーラム」は、議員の写真や名前が掲載されていることから、9月上旬に公式ウェブサイトを閉鎖した。
現在の会長は元航空総隊司令官の大串康夫。

## 所在地
所在地は東京都新宿区新宿5-13-2成約ビル2F。成約ビルの概要および主な入居団体は下記のとおり（2022年8月の時点）。
- 建物名称：成約ビル
- 所在地：東京都新宿区新宿5-13-2
- 建物規模：地上5階

| 5F | UPF-Japan、平和大使協議会 |
| 4F | 真の家庭運動推進協議会、一般財団法人国際ハイウェイ財団、日本純潔同盟、 世界平和宗教連合、孝情教育文化財団、宗教新聞社、統一思想研究院 |
| 3F | 世界平和統一家庭連合東京同胞教会 |
| 2F | 世界平和教授アカデミー、世界平和青年学生連合、平和統一聯合、 アジアと日本の平和と安全を守る全国フォーラム、日韓トンネル推進全国会議   |
| 1F | （セミナールーム） |